# 侯芷明
玛丽·霍尔茲曼（法語：Marie Holzman，1952年1月4日—），汉名侯芷明，是专门研究当代中国的法国汉学家，她的研究重点是当代中国和中国异见人士。也是作家、记者、翻译家和巴黎西岱大学中文教授。非政府组织中国团结基金会（Solidarité Chine）的主席。

## 传记
侯芷明出生于巴黎。1972年至1980年间，她旅居亚洲台湾、中国和日本。1978年第一届北京之春爆发时，她还是北京的一名学生。从那时起，她就一直支持中国镇压的受害者。
侯芷明是巴黎狄德罗大学中文教授、助教， 1984年至2002年担任巴黎第三索邦大学DESS-NCI项目中文部主任。
她是中国团结基金会（Solidarité Chine）的主席，该协会于1989 年天安门广场抗议活动后成立。她还是中国人权(HRIC)的董事会成员、亚洲民主论坛的成员以及Collectif Pékin JO 2008的发言人。她的目标是“回应那些持民主立场的人的声音，以便西方了解中国人并不只是对商业和艺术品仿冒着迷。”
侯芷明出版了有关中国民主运动杰出人物的记录著作，包括魏京生、林希龄、丁子霖、胡平和柳青。她在法国银行、国家东方语言和文明研究所（INALCO）和巴黎外国传教协会发表有关当代中国的讲座。
她定期为法国政治杂志《国际政治》撰稿。
在皮埃尔·贝尔热（Pierre Bergé）的支持下，侯芷明与Jean-François Bouthors和Galia Ackerman一起创作了出版系列《害群之马》（Les Moutons Noirs）。
2008年12月31日，侯芷明被授予荣誉军团骑士勋章。2009年6月2日，即圆明园成立20周年的前一天，皮埃尔·贝尔热（当时因出售圆明园两件青铜器而与北京发生冲突）授予她勋章。天安门大屠杀，代表萨科齐总统。
侯芷明的作品尤其受到弗拉基米尔·布科夫斯基的影响。

## 中国团结基金会
中国团结基金会于1989年八九学运后成立。侯芷明出版了有关 中国民主运动杰出人物的文献资料，包括魏京生、林希翎、丁子霖、胡平和刘青 （页面存档备份，存于）。她出版了许多书籍，其中包括与Noël Mamère合作的《中国，我们不要堵住光明》。

## 宣传自由运动

### 东突厥斯坦独立运动
法国汉学家侯芷明与博讯记者韩荣利共同采访东突厥斯坦自由运动领袖熱比婭·卡德爾(رابىيە قادىر)。

### 圖博獨立運動
2008年，侯芷明作为2008年夏季奥林匹克运动会的代言人，呼吁各国官员和运动员共同抵制北京奥运会开幕式，因为中国领导未停止镇压和监禁西藏反对者，